# Nomada durangoae
Nomada durangoae är en biart som beskrevs av Broemeling 1989. Nomada durangoae ingår i släktet gökbin, och familjen långtungebin. Inga underarter finns listade i Catalogue of Life.